# Dolné Vestenice
Dolné Vestenice este o comună din Slovacia aflatâ în districtul Prievidza, regiunea Trenčín. Localitatea se află la altitudinea de 243 m deasupra n.m., se întinde pe o suprafață de 13,84 km2 și în 2017 număra 2.580 de locuitori.

## Istoric
Dolné Vestenice este atestată documentar din 1349.

## Demografie
| An:                | 1994 | 2004   | 2014   | 2024   |
| ------------------ | ---- | ------ | ------ | ------ |
| Număr de persoane: | 2704 | 2686   | 2593   | 2374   |
| Diferență:         |      | −0,66% | −3,46% | −8,44% |

| An:                | 2023 | 2024   |
| ------------------ | ---- | ------ |
| Număr de persoane: | 2388 | 2374   |
| Diferență:         |      | −0,58% |